# Margarida de Artésia
Margarida de Artésia (em francês:  Marguerite; 1285 — 23/24 de abril ou 26 de outubro de 1311) foi condessa consorte de Évreux como esposa de Luís de Évreux.

## Família
Era filha de Filipe de Artésia e de Branca da Bretanha. Seus avós paternos eram o conde Roberto II de Artésia e Amícia de Courtenay, e seus avós maternos eram João II, Duque da Bretanha, e a princesa Beatriz de Inglaterra, filha do rei Henrique III de Inglaterra e de Leonor da Provença

## Biografia
Em 1301, aos 16 anos, se casou com Luis Capeto, filho de Filipe III de França e de Maria de Brabante. A união durou 10 anos. Ela morreu de forma misteriosa. Ele nunca se casou outra vez.

## Descendência
O casal teve cinco filhos:
- Maria (1303 - 31 de outubro de 1335), foi casada com João III de Brabante, com quem teve seis filhos;
- Filipe (27 de março de 1306 - 16 de setembro de 1343), foi rei de Navarra por casamento com a rainha Joana II de Navarra. Teve descendência;
- Carlos (1305 - 5 de setembro de 1336), conde de Étampes, foi marido de Maria de La Cerda y de Lara, e foi pai de dois filhos;
- Margarida (1307 - 1350), esposa do conde Guilherme XII de Auvérnia, e mãe de Joana I de Auvérnia, rainha consorte de França, como esposa de João II;
- Joana (1310 - 14 de março de 1371), rainha consorte de França e Navarra como esposa de Carlos IV de França. Teve descendência.